# Alloperla acadiana
Alloperla acadiana är en bäcksländeart som beskrevs av Harper 1984. Alloperla acadiana ingår i släktet Alloperla och familjen blekbäcksländor. Inga underarter finns listade i Catalogue of Life.